# Joh. Thermænius & Son
AB Joh. Thermænius & Son grundades 1846, under namnet Thermaenius Mekaniska Verkstad, av Johan Thermænius, tidigare verkmästare på Munktells Mekaniska Verkstad i Eskilstuna. Verkstaden för byggnadssmiden låg vid Holmen i Torshälla. År 1847 tillverkade verkstaden Sveriges första tröskverk. År 1868 flyttade företaget till Hallsberg, sonen Edvard som var civilingenjör tog över ledningen och namnet ändrades till Joh. Thermænius & Son.
Edvard Thermænius ledde företaget fram till 1894 då han avled hastigt av brusten blindtarm. Under sin tid i företaget stod Edvard bakom ett flertal patent för tröskverk. Efter Edvards död tog hans söner Alfred, Fredrik och Gottfrid över företaget och 1897 ombildades det till aktiebolag.
År 1917 gick företaget samman med Arvika-Verken, från 1918 med Alfred Thermænius som chef.
Företaget fanns kvar med namnet Thermaenius under olika ombildningar fram till 1960 då det köptes upp av Bolinder Munktell, senare Volvo BM.